# استراحة روضه
استراحة بركة روضه بكسر الألف والسين والتاء وفتح الحاء، وكسر الباء، وبفتح الكاف، وضم الراء والواو وفتح الضاد. تضم الإ ستراحة: «بركة لحفظ ماء المطر» و«مُصّلى» و«مَظّلَة»، يستظل بها المسافرون.
تقع استراحة بركة روضه في سهل أوه شيرينو في أسفل الوادي، على طريق القوافل، المتجهة من المواني التي تقع على الساحل الشرقي للخليج العربي وتحديداً ميناء: بندر جارك ومغوه ثم ميناء مدينة لنجة، ماراً بواحة سهل أو شيرينو على طريق القوافل. وهو سهل زراعي مشهور، وقرية تاريخية ومنطقة زراعية ملاصقة لبادية كوخرد الجنوبية، أسفل جبل الجنوب المسمى بـجبل زيرأي (جبال الجنوب) تابعة لناحية كوخرد (بالفارسية: بخش كوخرد) من توابع مدينة بستك في محافظة هرمزگان في جنوب إيران.

## مبيت للمسافرين والقوافل على الطرقات البعيدة
الرُبـّط (المظلة) بيت للمسافرين والقوافل على الطرقات البعيدة، مبني بالحصى والجص والصاروج، سقفه مستطيل، أحياناً مربع، ومحدب، وله باب واحد مع كوى في جوانبها. وأحياناً أبواب عديدة وجوانبها مفتوحة، تحظى ناحية كوخرد بوجود عدد من الشواهد الأثرية، والأعلام الدالة على مسارات طرق القوافل المنصوبة منذ قديم الزمان، حيث كانت قرية شناص همزة الوصل بين أماكن التحضر على مر العصور، فقد كانت القوافل التجارية تخترق تلك البراري المترامية الأطراف والجبال الشاهقة من شمالها إلى جنوبها، ومن شرقها إلى غربها بحركة دائبة لا يسمع فيها إلى رعاة الإبل وحداء أصحابها. وظلت الطرق خلال فترات طويلة مسلوكة، كذلك البيوت المبنية على الطرقات، حيث أن القدماء بنوا «الرُبّط» في الطريق ووفروا الماء للسيارة(القوافل) والمسافرين.

## بناء الإ ستراحة
لقد تم بناء الإ ستراحة أكراماً لروح الشهيدة «روضة» التي انتقلت إلى جوار ربها، في منطقة جبلية على طريق القوافل، ويمتد هذا الطريق عبر جبل «كوه زير» أو جبل الجنوب، ويصل بين سهل نادردون ومنطقة مغوه، ثم مدينة بندر لنجة على ساحل الخليج العربي، قام بأنشاء هذا الطريق الحيوي تجار الكبار في تلك الأزمنة الغابرة، وقد قيل أن إنشاء الطريق كان في أواخر القرن الرابع عشر الهجري، وأنشئ الطريق في بعض أجزاء على شكل مسارين من بطن الوادي حتى القمم الجبال العالية، أحدهما للمشاة والآخر للجمالة. تم رصفها بعناية باستخدام ألواح حجرية متباينة من حيث الحجم والشكل، كما اقيمت في أعلى وأسفل الطريق أحواض لتوفير المياه لمستخدمي الطريق، ويبدوا أن هذا الطريق كان مستخدماً قبل عملية الرصف، ولعله يمثل جزء من طريق القوافل القديمة الذي يعود إلى الفترة السابقة للإسلام، واستمر خلال الفترة الإسلامية وجرى تحسينه في أواخر القرن الرابع الهجري حيث بقى همزة وصل بين مدينة بستك في الداخل ومدن الساحل حيث مدينة بندر لنجة على الساحل الشرقي للخليج العربي.

## واحات النخيل
بجوار «استراحة بركة روضه» واحة جميلة من أشجار النخيل المثمرة، والواحة تشتهر قديما بالزراعة والتجارة حيث أهلها هم أول من زرع النخيل في الجنوب، وانتشر منها إلى باقي المناطق وقد كانت منطقة باغ زرد في وسط الصحراء حتى سماها أحدهم بالخضراء، أما ما يخص التجارة فهي نقطة مهمة في طريق القوافل المتحركة من الجنوب إلى الشمال ومن الشرق إلى الغرب والعكس وأن بئر العالي وبئر الشروف بـ(سيبه) من الآبار الهامة التي ذكرت ولا زالت تذكر عند رواية قصص القوافل في سيبه. ناهيك عن الأسواق الرائجة بها التي تستقبل البضائع الواردة من الجنوب والشمال والشرق والغرب بتبادلها التجار القادمين إليها بما فيهم تجار منطقة شيبكوه والجنوب. ومن ناحية أخرى فإن هذه الواحات يقصدها العديد من أهل العلم واستقروا بها، وفيهم من مات ودفن بها وخير شاهد على ذلك وجود أكثر من خمسة عشرة ضريحاً لهؤلاء ومنهم من استقر بها لفترة ثم غادرها. ومما يدل على عراقة وتاريخ المنطقة هناك شواهد تشهد على ماض عريق كالآثار المنتشرة هنا وهناك والاكتشافات من حين لآخر عن ذلك الماض الموغل في القدم.
تسقط المياه التي تظهر في الواحة مطرا أو بردا في الجبال أو التلال البعيدة. وبعد أن تمتص في الأرض، تنشع الأرض ببطء خلال الصخور الموجودة تحت الأرض نحو الأماكن المنخفضة في الصحراء. ثم تظهر عند السطح لتشكل ينابيع أو تكون قريبة من سطح الأرض بحيث يمكن الوصول إليها عن طريق حفر الآبار.
وتسمى المناطق التي تنمو بها النباتات على طول المجاري المائية الدائمة التي تخترق الصحراء أحياناً بالواحات. وتكون التربة في الأقاليم الصحراوية خصبة، غير أنها تفتقر إلى الرطوبة التي تنمي النبات. لذا تصلح أراضي معظم الواحات للزراعة، وتشكل بيئات صالحة للاستقرار لوجود الماء بها.
النخيل أو نخيل البلح أو نخيل التمر نوع نباتي شجري ينتمي إلى الفصيلة الفوفلية (النخلية سابقًا).
يؤكل ثمر النخلة على شكل البسر أو الرطب ويؤكل لبعض الأصناف الأخرى على شكل تمر أو بعد أن يجف، يتراوح طول البلحة من 2,5 – 7,5 سم وهي أسطوانية الشكل، يبلغ إنتاج النخلة الواحدة حوالي 100 كغ ويصل إلى 400 كغ في بعض الأنواع، يكون البلح بالعموم طريا أو نصف جاف أو جافا ويابسا.
البلح ذو قيمة غذائية عالية ويمكن اعتباره غذاء كاملا حيث يحتوي على السكريات والبروتين وأملاح مثل أملاح البوتاسيوم وفيتامينات، وهو غذاء يمكن تخزينه بسهولة، وينتج النخيل ثماره في منتصف الصيف وبعض أنواع النخيل قد يقدم (يسبق) في نضج ثماره أو قد يؤخر وذلك مرتبط بصنف النخلة ومكان تواجدها.

## واحة أو شيرينو
«واحة أو شيرينو» هي عبارة عن مجموعة من الأراضي (السهول) المزروعة يمتلكها ملاك خواص يقومون بزراعة آلاف أشجار النخيل، وتعتبر واحة أو شيرينو حيث (استراحة بركة روضه) من أقدم مواطن الاستقرار في منطقة ناحية كوخرد فلقد كانت منذ عهود بعيدة ملتقى هاماً لطرق القوافل القادمة من الساحل الشرقي للخليج العربي، والمارة بطرفها الجنوبي الشرقي وكانت القوافل تتزود منها بما تحتاجه من مؤونة وكان لسكان هذه الواحة من الزراع قديماً وضع خاص، فهناك عدد غير قليل منهم يمارسون حرفة أخرى إضافة إلى الزراعة فقد كانوا يمارسون الرعي في فصل الشتاء أو قد يهجرون الواحة في فصل الصيف ويذهبون إلى السواحل للعمل في الصيد البحري، ولذلك فقد تميز عدد سكانها بالتذبذب تبعاً لهذا النوع من النشاط.
وقد كانت أشجار النخيل مصدرا للمواد الأساسية لسكان المنطقة على مر الزمان، حيث كانت ثمارها توفر قيمة غذائية عالية وكانت جذوعها تستعمل لبناء الأعمدة وأوتاد الأسقف والمزاريب، أما سعفها فاستخدمت لصناعة السلال والحصر وأدوات منزلية أخرى. أما الضلع الأوسط للسعف فكان يستعمل لصنع حظائر الحيوانات والأثاث. أما القشرة الليفية للسعفة فيتم لفّها لصنع الحبال وكانت نواة التمور تُطحن وتُقدم كعلف للحيوانات، كما كان يمكن استعمال أي جزء من النخلة كوقود ومن ثم استعمال رمادها كسماد.
لقد اعتمدت أجيال متتالية على زراعة التمور حيث كان التمر عنصرا أساسيا في نظامها الغذائي المكوّن من الحبوب وحليب الماعز والجمال والسمك المجفف ومختلف أنواع اللحوم.

## وصلات خارجية
- وادي بست كز
- سهل مدي آباد
- سهل أوه شيرينو
- سهل

## أنواع السهول
- سهل داخلي
- سهل ساحلي